# Groptitz
Groptitz ist ein Ortsteil der Gemeinde Stauchitz.

## Geografie und Verkehr
Groptitz liegt an einem Bachsystem zwischen Mautitz und Groptitz, das in Groptitz in einen Teich mündet, am Rand der Lommatzscher Pflege, zwischen der Elbe und dem sächsischen Burgen- und Heideland. Markant ist der über viele Kilometer hinweg und vor allem von Riesa aus sichtbare Berg der Deponie Groptitz, die inzwischen umzäunt und begrünt ist und von deren umgebenden Gelände man einen guten Blick über die Stadt Riesa hat. Riesa ist von Groptitz 2 km entfernt, Oschatz 9 km.
Die B 169 und die Bahnstrecke Riesa–Chemnitz verlaufen direkt neben dem Ort. Der nächstgelegene Haltepunkt ist Seerhausen. Die B 6 kreuzt die B169 in 1 km Entfernung von Groptitz. Groptitz hat mit dem Bus der Linie B einen Anschluss an den Riesaer Stadtverkehr.

## Geschichte und Sehenswürdigkeiten

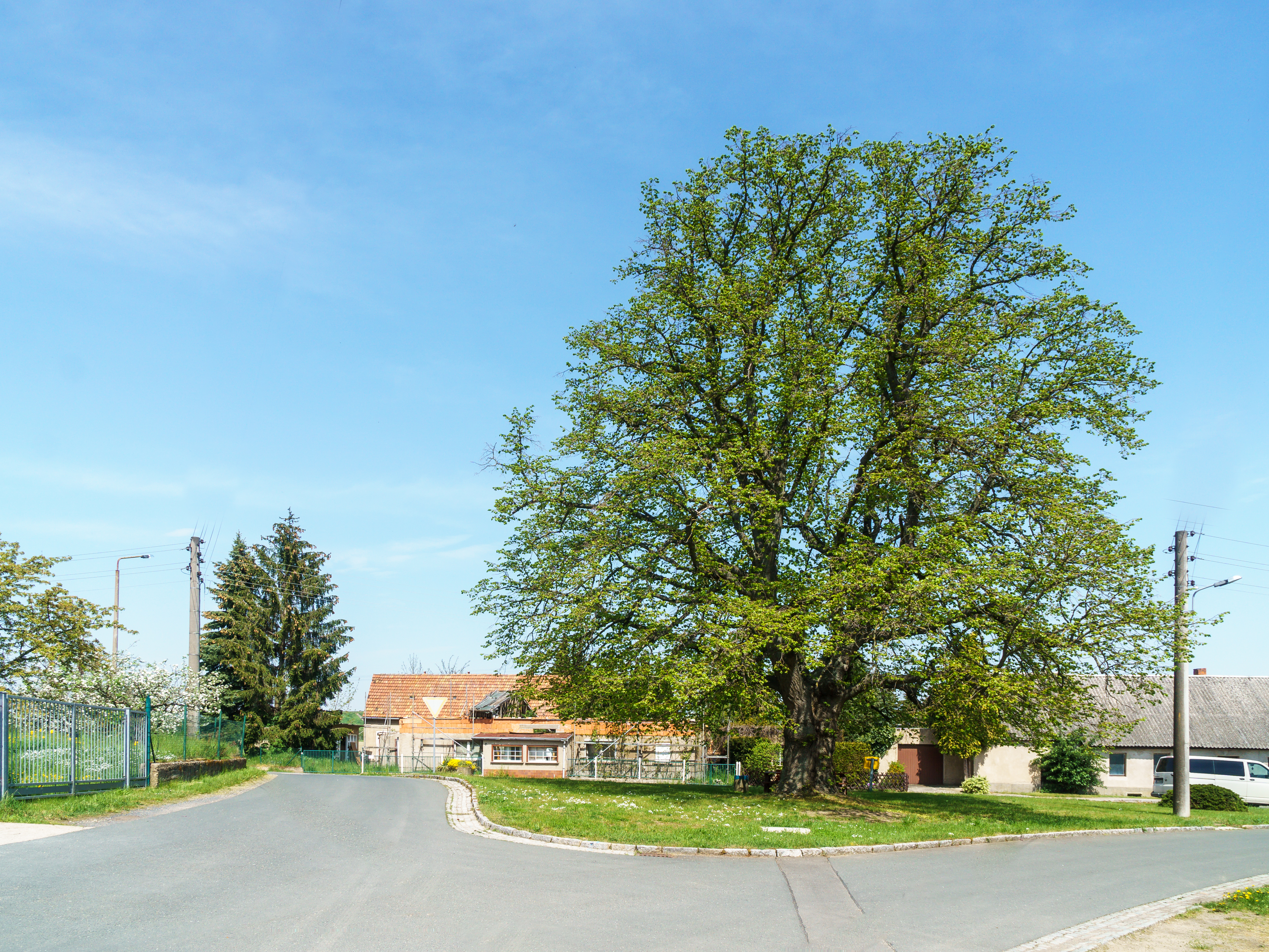
Linde in der Dorfmitte

Groptitz wurde im Jahr 1323 als Gruptiz erwähnt, vom Lokator Grubota abgeleitet. 1938 wurde Groptitz gemeinsam mit Kalbitz nach Seerhausen eingemeindet. Nach der Kreisreform in der DDR gehörte Groptitz mit Seerhausen seit 1952 nicht mehr zu Oschatz, sondern zum Kreis Riesa. Am 1. Oktober 1996 wurde Groptitz mit Seerhausen in die Gemeinde Plotitz eingemeindet. 1999 wurde dann durch die Gemeindegebietsreformgesetze in Sachsen die Gemeinde Stauchitz gebildet.
Als lokale Sehenswürdigkeit gilt die unter Naturschutz stehende Linde in der Dorfmitte, die unmittelbar von drei Straßenzügen umgeben ist.